# Kris Verdonck (filmmaker)
Kris J.Y. Verdonck (Antwerpen, 1972) is een Belgisch filmmaker, regisseur en journalist. Tevens is hij curator van Outsider-Art-tentoonstellingen en gitarist bij Diane Grace.

## Biografie
Verdonck is historicus van opleiding en behaalde zijn master Geschiedenis aan de Universiteit Gent in 1997. Daarna sloeg hij een andere richting in en studeerde hij af aan de Antwerpse filmschool KASKA/DKO waarmee hij tot 2018 verbonden bleef. Verdonck woont en werkt in Oostende en is vooral bekend als maker van Vlaamse literaire verfilmingen zoals Doctor Pafke, naar het boek van JMH Berckmans met wie hij een persoonlijke vriendschapsrelatie onderhield. Ook maakte hij Knetterende Schedels, een film waarvan de titel refereert naar de gelijknamige publicatie uit 1969 Van Roger van de Velde. Het boek van Van de Velde is een bundeling van de persoonlijke verhalen van de schrijver/journalist die grotendeels tot stand kwamen in de gevangenis van Merksplas. Verdonck koos deze gevangenis dan ook uit als filmlocatie.
Voor Doctor Pafke werd Verdonck in 2016 op het Third Culture Film Festival in Hong Kong genomineerd als best director en best editor. Met Knetterende schedels won hij in 2018 een prijs voor beste cinematografie. Ook deze prijs won hij in China, ditmaal op het filmfestival van Macau.
In 2017 organiseerde Verdonck 'de nacht van Robbe' in de Arenbergschouwburg te Antwerpen, een benefietavond voor bevriend regisseur Robbe De Hert. De avond werd onbezoldigd bijgestaan en creatief ondersteund door verschillende bekende spelers uit de sector, zoals dEUS-frontman Tom Barman, schrijver Jeroen Olyslaegers, Maarten Inghels (stadsdichter 2017) Mark Lefever en Marcel Vanthilt.
Naast het maken van films en het creëren van videoclips voor verschillende underground-bands, waaronder PJDS, behoort hij ook tot de vaste mediaploeg rond de Vlaamse zanger Guido Belcanto. Verdonck was bijvoorbeeld de eindverantwoordelijke voor het camerawerk van de officiële videoclip Johnny vergeet me niet, uitgebracht door Starman Records.